# NGC 1298
NGC 1298 est une galaxie elliptique située dans la constellation de l'Éridan. NGC 1298 a été découverte par l'astronome prussien Heinrich Louis d'Arrest en 1864.

## Caractéristiques
Sa vitesse par rapport au fond diffus cosmologique est de 6 281 ± 12 km/s, ce qui correspond à une distance de Hubble de 92,6 ± 6,5 Mpc (∼302 millions d'al).
À ce jour, une mesure non basée sur le décalage vers le rouge (redshift) donne une distance d'environ 86,200 Mpc (∼281 millions d'al). Cette valeur est à l'extérieur des valeurs de la distance de Hubble. Notons que c'est avec la valeur moyenne des mesures indépendantes, lorsqu'elles existent, que la base de données NASA/IPAC calcule le diamètre d'une galaxie et qu'en conséquence le diamètre de NGC 1298 pourrait être d'environ 43,7 kpc (∼143 000 al) si on utilisait la distance de Hubble pour le calculer.